# Ранчо ла Соледад, Ранчо де Елпидио Рејна (Куахиникуилапа)
Ранчо ла Соледад, Ранчо де Елпидио Рејна (шп. Rancho la Soledad, Rancho de Elpidio Reyna) насеље је у Мексику у савезној држави Гереро у општини Куахиникуилапа. Насеље се налази на надморској висини од 30 м.

## Становништво
Према подацима из 2005. године у насељу је живело 6 становника.

### Хронологија
| Година       | 2000 | 2005 |
| ------------ | ---- | ---- |
| Становништво | 4    | 6    |

### Попис
| # | Индикатор                        | Вредност |
| - | -------------------------------- | -------- |
| 1 | Укупно појединачних домаћинстава | 1        |